# Bauhinia sessilifolia
Bauhinia sessilifolia là một loài thực vật có hoa trong họ Đậu. Loài này được (DC.) Quinones miêu tả khoa học đầu tiên.